# Crimini nascosti
Crimini nascosti (Desolation Sound) è un film drammatico del 2005 diretto da Scott Weber.